# Amazonis Mensa
L'Amazonis Mensa è una struttura geologica della superficie di Marte.